# Maras

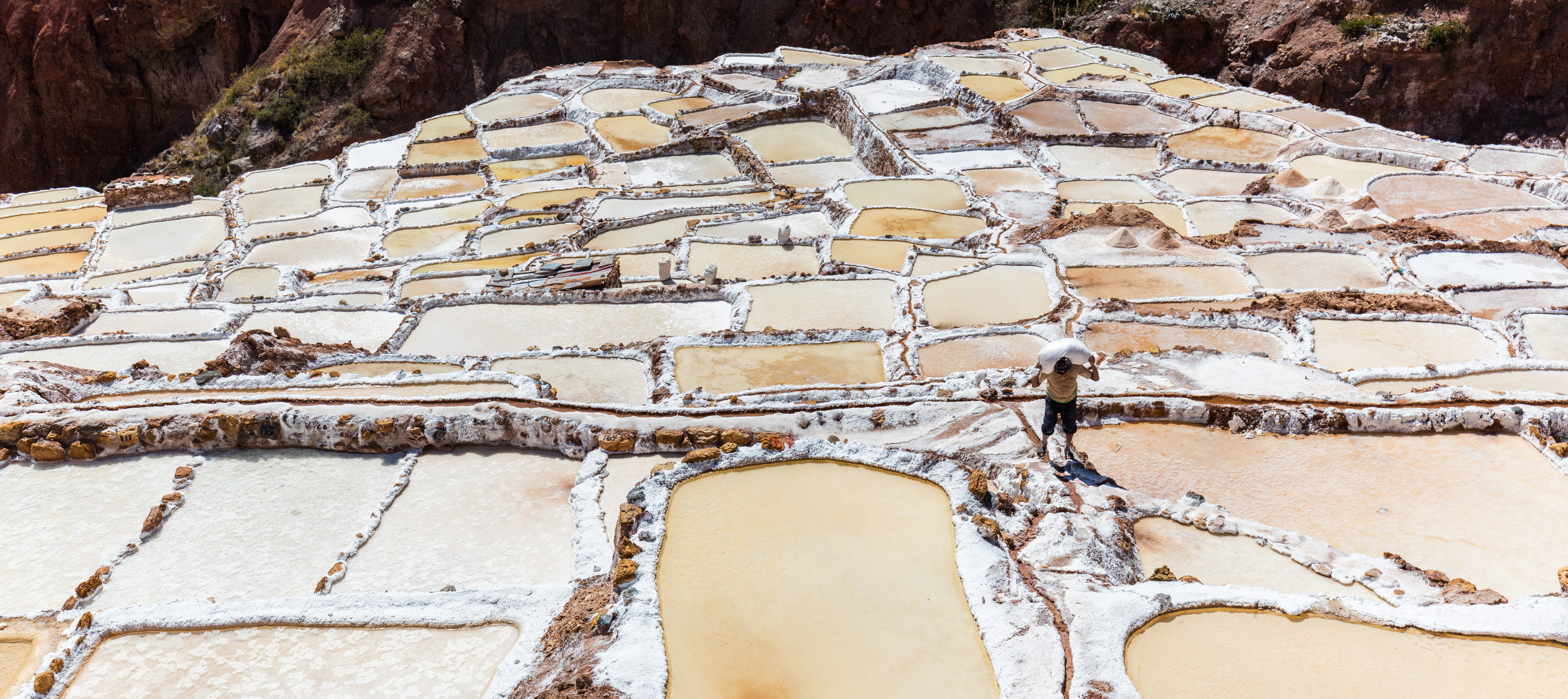
Saliny w Maras

Maras − miasto w regionie Cuzco, w Peru. Jest stolicą dystryktu o tej samej nazwie. Znajduje się nad doliną Urubamby, w Świętej Dolinie Inków. Według danych za 2005 rok liczy 1730 mieszkańców. Przy głównym placu miasta znajduje się kościół kolonialny.

## Saliny
Kompleks ponad 5000 czworokątnych salin (hiszp. Salineras de Maras) znajduje się około 5 km na północ od miasta, na stromych zboczach doliny Urubamby. Nietypowa lokalizacja salin czyni z nich ważną atrakcję turystyczną regionu. Pierwsze saliny w tym miejscu zostały wybudowane w początkowym okresie rozwoju Imperium Inków. Produkcja soli jest kontynuowana do czasów obecnych.
W pobliżu kompleksu salin znajduje się źródło wody mineralnej zasilające podziemny strumień. Sieć otwartych kanałów rozprowadza silnie zmineralizowaną wodę do zbiorników o średniej powierzchni 5 m². Następnie, dzięki działaniu słońca, woda ze zbiorników jest odparowywana, a sól krystalizuje i jest pozyskiwana z dna zbiornika przed jego ponownym napełnieniem. W porze suchej możliwe jest uzyskanie 10-centymetrowej warstwy soli w każdym ze zbiorników w czasie miesiąca.